# Lukovich István
Lukovich István (Budapest, 1929. augusztus 20. – 2016. február 26.) évtizedeken át a magyar tőrvívás egyik legnevesebb edzője volt.

## Pályafutása
Édesapja községi jegyző, édesanyja tisztviselő volt. 1948-ban Pestszentlőrincen érettségizett. 1952-ben testnevelői tanári és edzői diplomát szerzett. 1952-től tanársegédként a TF munkatársa lett az időszaki és küzdősport tanszéken. Mindemellett testnevelés tanárként is tevékenykedett. 1961-től 1970-ig adjunktus majd docens lett. Évtizedeken át vezette a Testnevelési Főiskola vívótanszékét. Emellett a TF-n ő oktatta a tőrvívást is.
Vívómesterként Duronelly László, Gellér Alfréd és Hátszegi József tanítványa volt. A Magyar Vívószövetség elnökségének tagja volt.
Dolgozott nála többek között a világbajnok és olimpiai ezüstérmes Bóbis Ildikó is. A magyar válogatottnál, a Vörös Meteorban, az OSC-ben, a BSE-ben, valamint külföldön dolgozott.

## Könyvei
- A vívás oktatásának általános módszertana és mechanikája (1967)
- Tőrvívás (1968) jegyzet
- Felkészülés és taktika a vívásban (1969)
- Electric foil fencing (1971)
- A vívás elmélete szakedzők részére(1972. TF jegyzet)
- Vívás (1975) tankönyv
- Vívás (1975) tanfolyami jegyzet
- A vívás elmélete és módszertana (1976, 1980)
- A francia vívás elemzése (1979)
- Párbajtőrvívás (1979) jegyzet
- Fencing (1986)
- Vívás, vívómesterség (1986)
- Víváselmélet és -módszertan (2011)[1]

A 2011-ben megjelent könyvéről (Víváselmélet és -módszertan) az alábbi ismertő jelent meg:
"A vívás - lévén nem csak egyéni sport, az egyéniségek sportja is - még annyira sem bírja el az ex katedra kijelentéseket, mint más sportágak. Ezért is nehéz róla könyvet írni. Lukovich István, a kiváló sportszakember mégis megtette: röviden az elmélet, részletesen a gyakorlat felől közelítette meg a sportág kérdéseit. A szerző igyekezett az anyagot olvasmányossá tenni, a fogalmakat a szokásosnál bővebben magyarázni. A vívás tolvajnyelvében járatlanoknak is biztos fogódzókat nyújtani, a kiváló formaérzékkel rendelkező klasszisok és az eredményes naturalisták megnyilvánulásait közös nevezőre hozni. Tiszteletben tartva a klasszikus módszertan hagyományait, a jelenkor kihívásaival is megpróbált szembenézni. Tudomásul véve a tényt, hogy a részeknek az egészben betöltött szerepét még a legjobban szerkesztett könyv sem tudja visszaadni, a szerző igyekezett az összefüggésekre is rávilágítani, a sportághoz tartozó valamennyi kérdéskört érinteni. Ezek között szerepel - többek között - a sportoló eredményes szerepléséhez szükséges fizikai és pszichikai tulajdonságok részletezése, az oktatói tevékenység elemzése, a vívótechnika készséggé formálásának módjai, a taktika elmélete és gyakorlata, valamint számtalan vívásorientált gimnasztikai gyakorlat leírása"

## Díjai, elismerései
- Mesteredző (1969)
- A Magyar Vívószövetség Életmű-díja (2015)